# Olette
Olette (in catalano Oleta) è un comune francese di 393 abitanti situato nel dipartimento dei Pirenei Orientali nella regione dell'Occitania.

## Società

### Evoluzione demografica
Abitanti censiti